# 本林徹
本林 徹（もとばやし とおる、1938年1月5日 - ）は、日本の弁護士。日本弁護士連合会元会長。現在、井原・本林法律事務所のパートナーである。森綜合法律事務所（森・濱田松本法律事務所の前身事務所）の創設メンバー。

## 経歴
- 1938年、宮城県仙台市生まれ。
- 小学校3年生から成蹊小学校に通い、同小学校卒業。
- 成蹊中学校・高等学校卒業後、東京大学へ進学。
- 1960年、大学3年で司法試験合格。
- 1961年3月、東京大学法学部卒業。
- 1963年4月、弁護士登録・東京弁護士会所属、森良作法律事務所入所。
- 1968年～1969年、ハーバード・ロー・スクールに1年間留学し、卒業（法学修士(LLM)）。
- 1970年、森良作法律事務所を森良作、福田浩、本林徹及び古曳正夫による共同事務所に改組した。
- 1986年、東京弁護士会副会長
- 1995年、東京弁護士会会長・日本弁護士連合会副会長
- 2002年、森綜合法律事務所と濱田松本法律事務所を統合し、森･濱田松本法律事務所を開設。パートナーとなる。
- 2002年4月～2004年3月、日本弁護士連合会会長
- 2008年
  - 旭日重光章受章[4]
  - 井原・本林法律事務所パートナー
- 2018年3月、松田綜合法律事務所顧問

## 人物
森綜合法律事務所時代の特徴の１つとして、「弁護士一人ひとりの個性や自由を大切にし、楽しく仕事をすることをモットーにしました」という点を挙げている。「雰囲気が楽しいと、仕事がきつくても精神的ストレスが意外とありません。例えば、裁判に勝ったとか、大きな案件が落着したときは、担当弁護士が事務所の全員にケーキをおごることが慣例でした」
得意分野は、企業法務全般、国内・国際商取引および各種紛争解決。本林弁護士が、米国ハーバード・ロースクールに留学して得たことは、アメリカでは市民が裁判を起こしやすいこと、事件に関連のある証拠を、裁判所が強制的に命令して出させる制度があることであった。日本では裁判に関わる制度が、非常に使いにくい。先進国の中で裁判に国民が参加する仕組みがないのは日本だけのため、労働審判や裁判員制度を創設した裁判員制度には、お上依存意識から脱却して、日本社会を根底から変える力がある、と語る。

## 兼職等
- 1994年～2004年6月　日本サッカー協会監事
- 1994～2008年3月　日本プロサッカーリーグ（Jリーグ）裁定委員
- 2002年5月　商事法務研究会理事
- 2004年6月　日本サッカー協会裁定委員会委員長
- 2004年7月　日弁連法務研究財団認証評価評議会議長
- 2004年8月～2006年7月　NHK「業務点検・経理適正化委員会」委員長
- 2006年6月　日立製作所社外取締役
- 2008年6月　日本電信電話株式会社監査役
- 2008年7月　住友生命保険相互会社監査役